# ATS-6

Overzicht van het ATS-6 educatieprogramma en gebruikte grondstations in India.

ATS-6 (Applications Technology Satellite) was een experimentele Amerikaanse kunstmatige satelliet uit het midden van de jaren zeventig, onder meer ingezet als communicatiesatelliet. Opdrachtgever was NASA. Vele hedendaagse technologieën in de ruimtevaart werden tijdens het ATS-programma uitgetest. De ATS-6 wordt beschouwd als een van de meest geslaagde experimentele communicatiesatellieten.
Het tweeledige missiedoel bestond uit het in een baan brengen van een grote richtbare schotelantenne die een voldoende sterk tv-signaal doorgaf naar ontvangers op de grond. Daarnaast gold ATS-6 als proefvlucht voor nieuwe concepten op het gebied van vliegtuiggeleiding, lasercommunicatie en het in kaart brengen van de Aarde en dampkring in zichtbaar en IR licht. Verder zond het radiosignalen door naar Houston tijdens het ASTP.

## Opbouw
De ATS-6 had een massa van 930 kg. Aan weerszijden van het bovenste instrumentencompartiment (voor ruimteonderzoek) staken twee zonnepanelen uit, die elektriciteit aan NiCad accu's leverden. Deze wekten in eerste instantie 645 W op; aan het einde van de missie bedroeg dit nog 415 W. Aan de onderkant was de schotelantenne met een diameter van 9,15 m bevestigd. In het onderste instrumentencompartiment (EVM, Earth Viewing Equipment) bevonden zich instrumenten die de Aarde observeerden. Daarnaast bood dit onderdak aan voortstuwing, tanks, accu's, transponder, telemetrie en temperatuurregeling. Een camera was gericht op de schotelantenne, om na te gaan of deze zich op juiste wijze ontvouwde en om hierin gaten, scheuren en plooien op te sporen.

## Vlucht
De ATS-6 werd gelanceerd op 30 mei 1974 met een Titan IIIC-Centaur draagraket vanaf Cape Canaveral. De kunstmaan kwam in een geostationaire baan met een apogeum van 35.818 km, een perigeum van 35.763 km en een omlooptijd van 1436,3 minuten. De inclinatie bedroeg 1,8° bij een excentriciteit van 0,00065. Zowel zonnepanelen als schotelantenne ontvouwden zonder problemen.
Medio 1979 functioneerde het geleidingssysteem niet langer naar behoren. Op 30 juni 1979 schoot de vluchtleiding het ruimtevaartuig daarom in een hogere baan en schakelde het uit, om interferentie met andere kunstmanen te voorkomen. De vooraf ingeschatte levensduur van twee jaar overschreed ATS-6 ruimschoots: het werd vijf jaar.

## Educatie in India
In eerste instantie stond de satelliet op 94°W boven de Galapagoseilanden, voor gebruik tijdens experimenten in de VS. In juni 1975 verplaatste de vluchtleiding het toestel naar een positie boven het Victoriameer, van waaruit het een omvangrijke telecommunicatieproef op het Indiase platteland uitvoerde. Van 1 augustus tot 31 oktober 1976 vloog ATS-6 zeer langzaam van 35°O naar 140°W. Tijdens het terugvliegen ontvingen 27 landen in Zuidoost-Azië, Afrika, Midden-Oosten, Midden- en Zuid-Amerika demonstraties van de nieuwe mogelijkheden die deze kunstmaan bood. Vanaf 1 november 1976 nam de VS hun satelliet weer in eigen gebruik. Naast educatieve tv-programma's naar afgelegen gebieden (bv. bijscholing van docenten in de Appalachen) gaf de satelliet tevens medische diagnoses door (bv. ECG's in Alaska; dit redde minstens twee levens). De door ATS-6 begonnen experimenten kregen een vervolg met het Amerikaans-Canadese CTS-experiment.
Boven India verzorgde ATS-6 een jaar lang tv-uitzendingen (SITE, Satellite Instructional Television Experiment) naar 5000 dorpen. Doel was scholing van een bevolkingsgroep, die geen onderwijs genoot en woonachtig was in afgelegen gebieden. Het gemiddelde dorp had 1000 inwoners, waarvan 30% regelmatige SITE-kijkers. De gebruikte methode kon op instemming van de doelgroep rekenen, die er ook nog iets van leerde. NASA stelde de ATS-6 beschikbaar; de Indiase regering maakte de programma's. Deze bestonden voornamelijk uit ouderwetse poppenspelen en behandelden thema's als India, landbouwmethoden, geboortebeperking, hygiëne en veiligheid. Het tv-signaal verzond via twee geluidskanalen twee dialecten. Voor die tijd waren de eisen waaraan een directe ontvangst-grondstation moest voldoen zeer bescheiden. Een gewone tv volstond, in combinatie met een signaalomvormer van slechts enige honderden dollars. De minimale diameter van de schotelantenne bedroeg 3,00 m, vervaardigd uit goedkoop kippengaas. De uitzendingen waren specifiek op India gericht. Desalniettemin slaagden technici van de Technische Hogeschool Delft er in, om kwalitatief goede beelden met een 4,00 m grote antenne te ontvangen. Er waren 2000 à 2400 directe ontvangststations (zes deelstaten met ieder ongeveer 400 stations), naast 2600 à 3000 gevoeligere ontvangststations, die het signaal via VHF aan tv's in hun directe omgeving doorgaven. De educatieve programma's werden via grondstations in o.a. Delhi en Ahmedabad naar ATS-6 gezonden.